# موسیقی رقص الکترونیک
موسیقی رقص الکترونیک (به انگلیسی: Electronic dance music) (به اختصار EDM یا ئی‌دی‌ام) نوعی از زیر شاخه‌های موسیقی تکنو و الکترونیک است که در اوایل دهه ۹۰ میلادی به وجود آمد. موسیقی الکترونیک در ده سال اخیر محبوبیت زیادی را به خود اختصاص داده‌است و در کنار موسیقی (پاپ. راک و هیپ هاپ) چهار سبک موسیقی هستند که بیش از یک میلیارد شنونده دارند
این موسیقی دارای ژانرهای مختلفی است که خود آن‌ها دارای زیرسبک هستند و هر شاخه از این هنر موسیقایی نسبت به تجربه و سلیقه انتخاب می‌شود. همچنین برای رقص با موسیقیهای الکترونیک باید علاقه و قدرت درک نتهای آن را با تمام وجود حس کرد.

## محبوبیت موسیقی EDM در جهان
- موسیقی EDM در ابتدا محبوبیت چندانی در آمریکا نداشت و با فرهنگ اروپایی و باشگاه‌های رقص مرتبط بود. اما در دهه ۱۹۹۰ این سبک از موسیقی به عنوان ژانری پر طرفدار در صنعت موسیقی آمریکا جای خود را پیدا کرد. این انقلاب در موسیقی الکترونیک آمریکا، با روی کار آمدن یک موج از گروه‌های موسیقی الکترونیک در انگلستان، از جمله The Prodigy ,The Fatboy Slim ,The Brothers و Underworld همراه بود.

در سال ۱۹۹۸ آلبوم «Ray of Light» خواننده مشهور مدونا، که بر گرفته از موسیقی EDM و ساخته شده توسط یک آهنگساز انگلیسی به نام ویلیام مدار بود، باعث محبوبیت این موسیقی در میان شنوندگان آمریکایی شد.
اما در سال ۲۰۰۰ تولید کنندهٔ هلندی تییستو اقدام به ساخت یک آهنگ با سبک EDM برای جشن افتتاحیه المپیک تابستانی ۲۰۰۴ کرد. این آهنگ باعث سروصدای زیادی در دنیای موسیقی شد و یکی از دلایل مهم برای شناساندن موسیقی رقص الکترونیک به جهانیان بود.
تا سال ۲۰۰۵ محبوبیت EDM در آمریکای شمالی به حد قابل توجه ای افزایش پیدا کرد و این محبوبیت تحت تأثیر جشن‌ها و رویدادهای ورزشی بود. این موفقیت تا جایی بود که مردم برای برگزاری مراسم‌هایی همچون عروسی از دی جی‌ها دعوت می‌کردند. دی جی‌ها می‌توانستند تا ۴ ساعت بدون وقفه موسیقی اجرا کنند، این در صورتی بود که گروه‌های نوازندگی تنها می‌توانستند تا ۴۵ دقیقه این کار را انجام دهند. این سبک موسیقی به جشنواره‌های موسیقی الکترونیک و فستیوال‌های موسیقی راه یافت و طرفداران بسیاری بدست آورد.
طبق گزارشی که در ماه مه سال ۲۰۱۵ اعلام شد، موسیقی الکترونیک توانست به ارزش جهانی ۶٫۹ میلیارد دلار برسد. این ارزش شامل تمامی فعالیت‌های موسیقی الکترونیک از جمله کنسرت‌ها، فستیوال‌ها، فروش تجهیزات دیجیتال و نرم‌افزارها و فروش موسیقی بود. و به گفته مجله بیلبورد شنونده‌های موسیقی الکترونیک به بیش از ۲ میلیارد در سال می‌رسد و از نظر شنونده در رتبه سومین سبک موسیقی در جهان است